# Ґім (вірменська літера)
Գ, գ (ґім, вірм. գիմ) — третя літера вірменської абетки.
Позначає звук /ɡ/ у класичній вірменській мові та у східному діалекті. У західному — /kʰ/.
Числове значення — 3. Транслітерація — Ґ.
У Юнікоді має такі коди: U+0533 для Բ, U+0563 для բ. В інших типах кодування відсутня.
| Вірменська абетка | Вірменська абетка |
| --- | ----------------- |
| Ա · Բ · Գ · Դ · Ե · Զ · Է · Ը · Թ · Ժ · Ի · Լ · Խ · Ծ · Կ · Հ · Ձ · Ղ Ճ · Մ · Յ · Ն · Շ · Ո · Չ · Պ · Ջ · Ռ · Ս · Վ · Տ · Ր · Ց · Ւ · Փ · [[Ке (вірменська літера)\|АплКо |                   |